# Паунежев, Азамат Асланович
Азамат Асланович Паунежев (11 августа 1976, Майкоп) — российский футболист, нападающий.
Воспитанник АР СДЮСШОР по футболу, первый тренер Н. Д. Татаров. В 1991 году выиграл чемпионат России среди детских спортивных школ по футболу. Получил приглашение в московский «Спартак», прошел с командой сборы, но клубы не сошлись в цене. С 1993 года стал играть за «Дружбу» Майкоп, однако получил травму. Зимой 1996/97 был на просмотре в петербургском «Зените», но быстро покинул команду. В первом матче 1998 года получил серьёзную травму колена и пропустил целый год. В дальнейшем играл за команды «Спартак» Нальчик (2001), «Газовик-Газпром» Ижевск (2003) — первый дивизион; «Спартак» Щёлково (2004), «Спартак-УГП» Анапа (2006), «Дружба» Майкоп (2008) — второй дивизион.
Также играл в первенстве Краснодарского края за клубы «Меоты» Тульский (1993), «Уренгойгазпром» Анапа (2002), «Белореченск» из одноимённого города (2007); первенстве Адыгеи за «Уляп» Красногвардейский район, в ЛФЛ (первенство России среди ЛФК, зона ЮФО) за «Динамо» Ставрополь (2005).
В сезонах 2016/17 — 2017/18 — тренер «Дружбы».
Тренер-преподаватель в ГБУ РА «СШОР по футболу».